# Summer Days (bài hát của Martin Garrix)
"Summer Days" là một bài hát của nhà sản xuất người Hà Lan Martin Garrix, hợp tác cùng rapper người Mỹ Macklemore và ca sĩ Patrick Stump từ ban nhạc Fall Out Boy. Bài hát được phát hành vào ngày 25 tháng 4 năm 2019. Video âm nhạc của bài hát được phát hành vào ngày 22 tháng 5 năm 2019.

## Bối cảnh
Vào ngày 20 tháng 4 năm 2019, Garrix, Macklemore và Stump đồng loạt chia sẻ một bức ảnh với chú thích "I got this feeling on a Summer day" trên trang mạng xã hội của họ. Hai ngày sau đó, Garrix chính thức xác nhận sự hợp tác này. Garrix đã nhá hàng bản phát hành chính thức bằng cách đăng một đoạn của bài hát. Kat Bein của Billboard mô tả sự hợp tác này là "sự pha trộn giữa nhiều thể loại".

## Bảng xếp hạng
| Bảng xếp hạng (2019)                             | Vị trí cao nhất |
| ------------------------------------------------ | --------------- |
| Úc (ARIA)                                        | 47              |
| Áo (Ö3 Austria Top 40)                           | 13              |
| Bỉ (Ultratop 50 Flanders)                        | 19              |
| Bỉ (Ultratop 50 Wallonia)                        | 10              |
| Canada (Canadian Hot 100)                        | 37              |
| Cộng hòa Séc (Rádio Top 100)                     | 43              |
| Cộng hòa Séc (Singles Digitál Top 100)           | 7               |
| Phần Lan (Suomen virallinen lista)               | 19              |
| Pháp (SNEP)                                      | 26              |
| Đức (GfK)                                        | 24              |
| Greece (IFPI)                                    | 19              |
| Hungary (Single Top 40)                          | 32              |
| Hungary (Stream Top 40)                          | 6               |
| Ireland (IRMA)                                   | 8               |
| Ý (FIMI)                                         | 98              |
| Latvia (LAIPA)                                   | 7               |
| Lithuania (AGATA)                                | 6               |
| Hà Lan (Dutch Top 40)                            | 15              |
| Hà Lan (Single Top 100)                          | 14              |
| New Zealand Hot Singles (RMNZ)                   | 12              |
| Na Uy (VG-lista)                                 | 15              |
| LỖI: PHẢI CUNG CẤP DATE CHO BẢNG XẾP HẠNG BA LAN | 62              |
| Bồ Đào Nha (AFP)                                 | 53              |
| Scotland (OCC)                                   | 82              |
| Slovakia (Rádio Top 100)                         | 48              |
| Slovakia (Singles Digitál Top 100)               | 5               |
| Slovenia (SloTop50)                              | 24              |
| South Korea (Gaon)                               | 142             |
| Thụy Điển (Sverigetopplistan)                    | 34              |
| Thụy Sĩ (Schweizer Hitparade)                    | 22              |
| Anh Quốc (OCC)                                   | 26              |
| Ukraina Airplay (Tophit)                         | 8               |
| Hoa Kỳ Billboard Hot 100                         | 100             |
| Hoa Kỳ Dance Club Songs (Billboard)              | 7               |
| Hoa Kỳ Hot Dance/Electronic Songs (Billboard)    | 4               |
| Hoa Kỳ Pop Airplay (Billboard)                   | 28              |
| US Rolling Stone Top 100                         | 81              |

| Bảng xếp hạng (2019)                      | Vị trí |
| ----------------------------------------- | ------ |
| Austria (Ö3 Austria Top 40)               | 54     |
| Belgium (Ultratop Flanders)               | 67     |
| Belgium (Ultratop Wallonia)               | 64     |
| Canada (Canadian Hot 100)                 | 94     |
| France (SNEP)                             | 107    |
| Germany (Official German Charts)          | 95     |
| Latvia (LAIPA)                            | 41     |
| Netherlands (Dutch Top 40)                | 64     |
| Netherlands (Single Top 100)              | 51     |
| Portugal (AFP)                            | 212    |
| Switzerland (Schweizer Hitparade)         | 61     |
| US Hot Dance/Electronic Songs (Billboard) | 14     |

## Chứng nhận
| Quốc gia                                                    | Chứng nhận  | Số đơn vị/doanh số chứng nhận |
| ----------------------------------------------------------- | ----------- | ----------------------------- |
| Úc (ARIA)                                                   | Gold        | 35.000‡                       |
| Áo (IFPI Áo)                                                | Gold        | 15.000‡                       |
| Bỉ (BEA)                                                    | Gold        | 20.000‡                       |
| Canada (Music Canada)                                       | 2× Platinum | 160.000‡                      |
| Đan Mạch (IFPI Đan Mạch)                                    | Gold        | 45.000‡                       |
| Pháp (SNEP)                                                 | Platinum    | 200.000‡                      |
| Ý (FIMI)                                                    | Gold        | 25.000‡                       |
| México (AMPROFON)                                           | 2× Platinum | 120.000‡                      |
| Ba Lan (ZPAV)                                               | Platinum    | 20.000‡                       |
| Thụy Sĩ (IFPI)                                              | Gold        | 10.000‡                       |
| Anh Quốc (BPI)                                              | Gold        | 400.000‡                      |
| Hoa Kỳ (RIAA)                                               | Platinum    | 1.000.000‡                    |
| ‡ Chứng nhận dựa theo doanh số tiêu thụ và phát trực tuyến. |             |                               |